# HC Košice
Der HC Košice ist ein 1962 gegründeter Eishockeyclub der Stadt Košice in der Slowakei. Er spielt in der slowakischen Extraliga.

## Geschichte

Logo des TJ VSŽ Košice

Der Klub wurde 1962 als Armeeklub unter dem Namen TJ Dukla Košice gegründet. Zu dieser Zeit bestanden in Košice schon zwei Eishockeyvereine, die jedoch relativ erfolglos auf regionaler Ebene spielten, während der neue Armeesportklub Zugriff auf die besten Spieler der Slowakei hatte. Innerhalb von zwei Jahren stieg Dukla in die höchste Spielklasse der Tschechoslowakei auf. 1966 wurde der Verein in TJ VSŽ Košice (slowak.: Východoslovenské železiarne, dt.: Ostslowakische Stahlwerke) umbenannt.

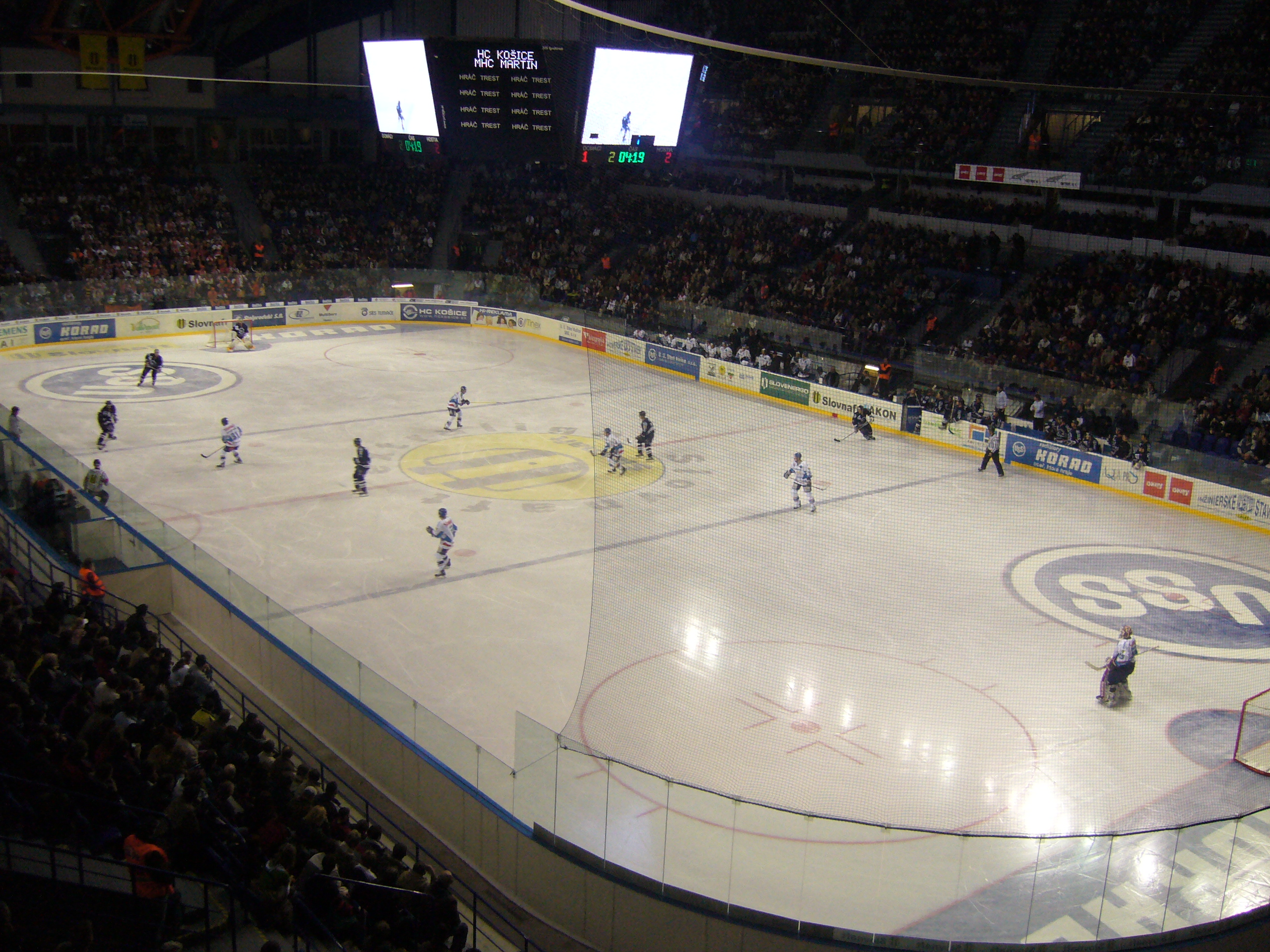
51. Spieltag der Saison 2006/07: HC Košice - MHC Martin

Erst zwanzig Jahre später konnte der Verein seinen ersten Meistertitel feiern, als die Mannschaft aus Košice 1986 einen anderen Armeeklub, Dukla Jihlava, im Play-off-Finale bezwang. Zwei Jahre später, 1988, konnte dieser Erfolg wiederholt werden, in dem der HC Sparta Prag im Finale geschlagen wurde. Zu dieser Zeit gehörte der VSŽ Košice zu den besten Teams Europas hinter dem ZSKA Moskau, der den Europapokal beherrschte, während der VSŽ Košice 1987 und 1989 den zweiten Platz belegte.
Nach der Teilung der tschechoslowakischen Föderation in zwei unabhängige Staaten, wurde 1993 auch eine eigene slowakische Liga gegründet, die Extraliga, zu der die Mannschaft aus Košice seitdem gehört. Schon zwei Jahre nach der Gründung der Liga konnte der VSŽ Košice 1995 das erste Mal slowakischer Meister werden, indem man den HC Dukla Trenčín  im Play-off-Finale mit 3:0 besiegte. Sowohl 1996, als auch 1999 konnte der 1998 in HC Košice umbenannte Verein erneut den slowakischen Meistertitel erreichen. Zudem gewann der Verein 1997 den IIHF Continental Cup. Seitdem erreichte der Klub jedes Jahr die Play-offs der Extraliga und wurde 2003 und 2008 slowakischer Vizemeister.
2009 konnte der Verein nach 10 Jahren wieder einen Meistertitel in die Ostslowakei holen, im Jahr darauf gewann er erneut die Meisterschaft. Am Ende der Saison 2010/11 schaffte der Verein den dritten Titelgewinn in Folge und war damit der erste Extraliga-Teilnehmer, dem dies gelang. Zudem gewannen die U18- und U20-Junioren des HC Košice die jeweiligen Junioren-Meistertitel. Im Jahr 2014 konnte der Club sich den siebten, im Jahr 2015 den achten Meistertitel sichern. In der Saison 2015/16 scheiterte Kosice im Halbfinale gegen HC 05 Banská Bystrica, dem man in 6 Spielen 2:4 unterlag. Damit konnte das erste Mal seit 2008 nicht das Finale erreicht werden. Dank des 1. Platzes im Grunddurchgang gelang dem Verein, wie auch schon in den letzten beiden Saisonen, die Qualifikation für die Champions Hockey League.

## Bekannte ehemalige Spieler
Zu den ehemaligen Spielern, die sich in der NHL einen Namen machen konnten, gehören unter anderem Jiří Holeček, Peter Bondra, Ivan Droppa und Ladislav Nagy.
| - Jerguš Bača - Jiří Bicek - Peter Bondra - 1986/87 bis 1989/90 - Erik Černák - Jaromír Dragan - Jiří Holeček - 10 Spielzeiten - Miroslav Ihnačák - Roman Kontšek - Igor Liba - Vincent Lukáč - Miroslav Marcinko - Martin Marinčin - Peter Pucher - 1996/97 bis 1998/99 | - René Pucher - Peter Slanina - Vladimír Svitek - Richard Šechný - Martin Štrbák - 2004/05 - Ladislav Troják - Vlastimil Plavucha - Ladislav Nagy - Ján Vodila - Juraj Kledrowetz |

## Trainer
- 2008–2009 Anton Tomko
- 2009–2010 Rostislav Čada
- 2011–2012 Antonín Stavjaňa, ersetzt durch Miroslav Ihnačák
- 2012–2013 Radim Rulík, ersetzt durch Milan Stas
- 2013–2014 Anton Tomko
- 2014–2015 Anton Tomko ersetzt durch Peter Oremus
- 2015–2016 Peter Oremús ersetzt durch Rostislav Čada
- seit 2016–17 Rostislav Čada

## Meistermannschaften

### Saison 1985/86
- Torhüter: Pavol Švárny, Orenič
- Verteidigung: Mojmir Božík, Juraj Bondra, Petr Slanina, Milan Jančuška, Juraj Bakoš, Miroslav Danko, Brúsil, Záruba, Pavol Valko
- Angriff: Viliam Belas, Ján Vodila, Igor Liba, Vladimir Svítek, Miroslav Žabka, Marian Štefanovič, Milan Staš, Miroslav Hriňák, Stefan Jabcon, Jaroslav Spodniak, Miroslav Ihnačák, Dusan Kapusta, Mažgut, Roman Mucha
- Trainer: Ján Selvek und Kovács[2]

### Saison 1987/88
- Torhüter: Pavol Švárny, Jaromír Dragan
- Verteidigung: Jergus Bača, Petr Slanina, Mojmir Božík, Juraj Bondra, Milan Jančuška, Miroslav Danko, Juraj Bakoš, Miroslav Marcinko
- Angriff: Vladimir Svitek, Ján Vodila, Igor Liba, Peter Bondra, Marian Štefanovič, Milan Staš, Viliam Belas, Veselovský, Anton Bartánus, Talpaš, Otto Sýkora, Pavol Zůbek, Peter Zůbek, Miroslav Žabka, Jaroslav Spodniak
- Trainer: Ján Faith und Šterbák[3]

### Saison 1994/95
- Torhüter: Jaromír Dragan, Ján Rímsky, Jozef Škrak
- Verteidigung: Matej Bukna, Juraj Horňák, Stanislav Jasečko, Martin Lenďák, Radoslav Michalčin, Daniel Sedlák, Pavol Valko, Ján Varholík, Slavomír Vorobel
- Angriff: Anton Bartánus, Peter Bondra, Miroslav Ihnačák, Slavomír Ilavský, Viliam Knap, Peter Kuzár, Martin Mižík, Miroslav Pažák, Vlastimil Plavucha, Róbert Pohanka, René Pucher, Ľubomír Rybovič, Richard Šechný, Pavol Zůbek, Peter Zůbek
- Trainer: Ján Selvek, Vincent Lukáč

### Saison 1995/96
- Torhüter: Jaromír Dragan, Ján Rímsky, Jozef Škrak
- Verteidigung: Matej Bukna, Stanislav Jasečko, Juraj Kledrowetz, Martin Lenďák, Daniel Sedlák, Michal Segľa, Ján Varholík, Pavol Valko, Slavomír Vorobel, Tibor Turan
- Angriff: Jiří Bicek, Radovan Hančár, Slavomír Ilavský, Martin Mižík, Miroslav Pažák, Vlastimil Plavucha, Róbert Pohanka, René Pucher, Ľubomír Rybovič, Richard Šechný, Ľubomír Vaic, Peter Veselovský, Pavol Zůbek, Peter Zůbek
- Trainer: Ján Faith, Vladimír Šandrik, vorher Ján Selvek und Vincent Lukáč

### Saison 1998/99
- Torhüter: Michal Košík, Marko Milý, Miroslav Šimonovič
- Verteidigung: Daniel Babka, Jerguš Bača, Stanislav Jasečko, Juraj Kledrowetz, Stanislav Kožár, Tomáš Nádašdi, Michal Segľa, Marek Topoli, Alexander Valentín, Ján Varholík, Slavomír Vorobel
- Angriff: Ľubomír Baranok, Arpád Györi, Miroslav Ihnačák, Slavomír Ilavský, Jaroslav Kmiť, Michal Košík, Kristián Kováč, Peter Kuzár, Igor Liba, Martin Mižík, Miroslav Pažák, Peter Pucher, René Pucher, Juraj Rusič, Ľubomír Rybovič, Stanislav Solopuchin, Richard Šechný, Ján Šimko, Ľubomír Vaic
- Trainer: Ján Selvek, Milan Jančuška

### Saison 2008/09
- Torhüter: Miroslav Lipovský, Július Hudáček, Matúš Andreanin
- Verteidigung: Ľubomír Chmelo, Juraj Kledrowetz, Radek Deyl, Michal Grman, Michal Kozák, Petr Mocek, Tomáš Slovák, Jaroslav Špelda, Marcel Šterbák, Ján Tabaček
- Angriff: Peter Bartoš, Juraj Faith– C, Stanislav Gron, Rudolf Huna, Peter Húževka, Richard Jenčík, Ján Kopecký, Michel Miklík, Matúš Petričko, Ladislav Ščurko, Marcel Šimurda, Jaroslav Kmiť– A, Juraj Sýkora
- Trainer: Anton Tomko, Pavel Hulva

### Saison 2009/10
- Torhüter: Tomáš Halász, Július Hudáček, Dominik Pec
- Verteidigung: Martin Gajdoš, Ľubomír Chmelo, Radek Deyl, Peter Slimák, Michal Pichnarčík, Martin Marinčin, Ján Homér, Peter Huba, Michal Grman, Ján Tabaček, Michal Šeda, Peter Mikuš
- Angriff: Petr Šachl, Ondrej Gmitter, Marek Vorel, Rudolf Huna, Vladimír Dravecký, Richard Jenčík, Peter Húževka, Marek Mertel, Peter Bartoš, Róbert Tomík, Dušan Andrašovský, Marcel Baláž, Juraj Sýkora, Stanislav Gron
- Trainer: Rostislav Čada, Pavol Zůbek

### Saison 2010/11
- Torhüter: Július Hudáček, Tomáš Halász
- Verteidigung: Ján Tabaček, Marcel Šterbák, Radek Deyl, Ján Homer, Michal Grman, Peter Slimák, Michal Šeda, Peter Huba
- Angriff: Peter Bartoš – C, Vladimír Dravecký, Miroslav Zálešák, Michel Miklík, Marek Vorel, Dušan Pašek junior, Richard Jenčík, Marcel Haščák, Stanislav Gron, Jaroslav Kristek, Martin Frolík, Peter Fabuš, Martin Kriška, Dušan Andrašovský, Marcel Baláž, Tomáš Hričina, Ondrej Gmitter, Oliver Jokeľ
- Trainer: Rostislav Čada, Pavol Zůbek

### Saison 2013/14
- Torhüter: Rastislav Staňa, Alexandr Hylák, Dominik Riečický
- Abwehrspieler: Marek Kolba, Martin Štrbák (C), Milan Takáč, Erik Černák, Radek Deyl, Miroslav Macejko, Tomáš Klouček, Ondrej Briják, Juraj Cebák, Michal Šeda
- Stürmer: Oliver Jokeľ, Peter Boltun, Jiří Bicek, Marek Borecký, Ladislav Zikmund, Ondrej Gmitter, Pavol Skalický, Dušan Pašek, Matej Češík, Richard Jenčík, Matúš Chovan, Matúš Matis, Marek Svatoš, Peter Bartoš, Gabriel Spilar, Matej Hinďoš, Marek Bartánus, Tomáš Marcinko, Tomáš Hrnka, Peter Sojčík
- Trainerstab: Anton Tomko,  Pavol Zůbek

### Saison  2014/15
- Torhüter:  Alexandr Hylák, Marcel Melicherčík, Dominik Riečický
- Abwehrspieler:  Juraj Cebák, Erik Černák, Adam Drgoň, Adam Jánošík, Miroslav Macejko, Branislav Pavúk, Radek Philipp, Michal Šeda, Martin Štrbák
- Stürmer:  Marek Bartánus, Peter Bartoš, Jiří Bicek, Radovan Bondra, Matej Češík, Matej Hinďoš, Tomáš Hrnka, Matúš Chovan, Richard Jenčík, Tibor Kutálek, Adam Lapšanský, Ivan Rachůnek, Peter Sojčík, Gabriel Spilar, Jakub Suja
- Trainerstab:  Peter Oremus, Roman Šimíček

## Heimspielstätte

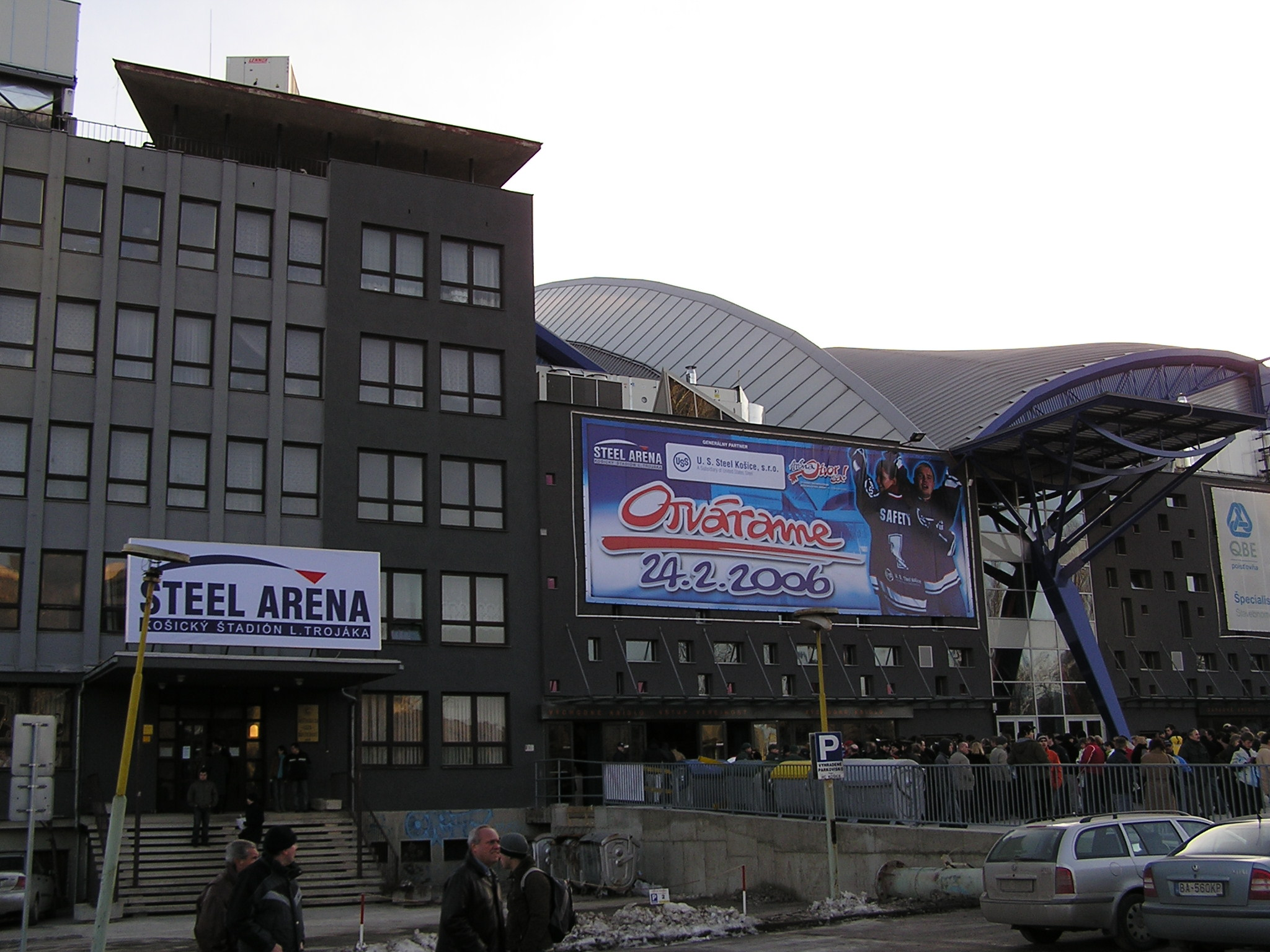
Eingangsbereich der Steel Aréna

1960 wurde in Košice ein Freiluft-Eisstadion eröffnet, das nach Ladislav Troják (dem ersten Slowaken, der für die tschechoslowakische Nationalmannschaft spielte) benannt wurde. Da Dukla Košice am Ende der Saison 1963/64 in die höchste Spielklasse der CSSR aufstieg, wurde das Eisstadion im Herbst 1964 überdacht. Bis 1996 spielte der Verein in dieser Halle, bevor man in das Lokomotíva Košice Eisstadion umzog, da das Košický štadión L. Trojáka umgebaut werden sollte. Erst zehn Jahre später, am 24. Februar 2006, wurde die umgebaute Eishalle eröffnet, die seitdem den Namen des Hauptsponsors des Vereins, US Steel Košice trägt. Das erste offizielle Spiel in der neuen Arena fand einige Tage später gegen den HKm Zvolen statt.
Die Eishockey-Weltmeisterschaft der Herren 2011 fand in der Steel Aréna statt. Im Jahr 2019 findet die Eishockey-Weltmeisterschaft der Herren 2019 wieder in der Slowakei statt. Spielorte sind abermals Košice und Bratislava.